# Kefar Chabad (stacja kolejowa)
Kefar Chabad (hebr.: כפר חב"ד) – stacja kolejowa w Kefar Chabad, w Izraelu. Jest obsługiwana przez Rakewet Jisra’el.
Stacja znajduje się w północno-wschodniej części wioski Kefar Chabad.

## Połączenia
Pociągi z Kefar Chabad jadą do Binjamina-Giwat Ada, Netanji, Tel Awiwu, Lod, Rechowot i Aszkelonu.